# امرار معاش
امرار معاش (به انگلیسی: Making a Living) فیلمی کوتاه و صامت، به کارگردانی هنری لرمن، با بازی چارلی چاپلین و محصول سال ۱۹۱۴ است. امرار معاش اولین فیلمی است که چارلی چاپلین در آن به عنوان بازیگر ظاهر شد.

## داستان
«چارلی» از یک خبرنگار درخواست کمک می‌کند و به نزد دختر موردعلاقه‌اش می‌رود و انگشتری به او می‌دهد. از قضا همان خبرنگار هم خاطرخواه دختر مورد علاقهٔ چارلی است و وقتی چارلی را می‌بیند، با او درگیر می‌شود. بعداً خبرنگار، تصویری از واژگون شدن اتومبیلی را می‌گیرد، ولی چارلی دوربین او را می‌دزدد و تصویر را در روزنامه‌ها چاپ و آن را پخش می‌کند.

## بازیگران
- چارلی چاپلین: جیب‌بر حرفه‌ای
- ویرجینیا کارتلی: دختر
- آلیس دونپورت: مادر
- هنری لرمن: خبرنگار
- مینتا دارفی: زن
- چستر کانکلین: پلیس/ مرد بی‌کار
- بیلی گیلبرت